# Monestir de Santa Maria de Lladó
Santa Maria fou un antic monestir augustinià del bisbat de Girona, a l'antic comtat de Besalú, a l'actual municipi de Lladó (Alt Empordà). Va viure la seva màxima esplendor entre els segles xii i xiii. Està protegit com a bé cultural d'interès nacional. Està al costat de l'Església de Santa Maria de Lladó.
El setembre de 2018 el monestir va ser declarat bé cultural d'interès nacional, en la categoria de monument històric.

## Arquitectura
Els vestigis que resten de la canònica de Santa Maria es localitzen al sector nord-oest del temple (tractat a part, com a monument declarat). La casa Prioral, que limita pel nord la plaça de l'església, amb la façana de la qual fa angle, mostra, encara aparell romànic i part d'una porta d'arc de mig punt. Els balcons del segle xvii i XVIII tenen baranes de forja de tradició romànica. Per un passadís s'accedeix a l'antic pati del monestir, esdevingut ara una placeta, que centra part de les dependències monàstiques: al nord la casa del Porcioner, molt reformada, a l'oest, una ala de la casa Prioral, actualment la rectoria, amb una finestra geminada gòtica, a l'est, a l'indret que ocupava l'antiga església de Sant Joan, advocació que hi ha perdurat fins a temps molt recents, la Sala Capitular, amb una finestra romànica, d'altres més tardanes i un seguit de cinc grans òculs (que hom suposa romànics - la planta baixa és coberta amb volta rebaixada, el pis superior amb un enteixinat de fusta, molt deteriorat, sobre arcs diafragma -), al costat sud trobem uns porxos, fets cap al segle xvii, i adossats a uns altres d'anteriors, porten cap a un petit pati que ocupa l'indret de l'antic claustre al costat nord de l'església (la sala Capitular queda a l'oest). Als edificis d'aquest sector hi ha restes de voltes apuntades i un llenç romànic (que des de l'absis corre paral·lel a la riera pel costat de llevant del conjunt).

## Història
La notícia més antiga que hi ha de la canònica de Santa Maria de Lladó és de l'any 1089, data en què hi fou restaurat el culte i la vida monàstica (que sembla ja existent en època visigòtica), sota la regla de Sant Agustí. En concret, el 1098 és la data de l'acta de restauració del culte i de la vida monàstica per part dels esposos Adalbert i Alamberga, senyors de Navata, i de llurs fills que retenien injustament aquell lloc sagrat, que anteriorment havia estat ric i fort. Hi podia haver existit ja una comunitat en època visigòtica.
El primer prior, Joan (1089-1115), arranjà l'església de Santa Maria i l'annexa de Sant Joan i, potser, les dependències monàstiques. L'any 1124, en època del segon prior, Grau, el papa Calixt II aprovà la fundació i els estatuts de la comunitat i en confirmà els béns, que s'anaren incrementant al llarg dels segles xii i xiii.
La canònica de Lladó fou secularitzada (com totes les canòniques catalanes) el 1592 (a Lladó, però la butlla del papa Climent no fou promulgada fins al 1596), d'aleshores fins al 1835 (desamortització dels béns de l'església) subsistí com a col·legiata i des de l'any 1929, la seva església és la parroquial de Lladó, en substitució de la de Sant Feliu.
L'origen de les edificacions d'aquest conjunt monàstic que han arribat als nostres dies cal situar-lo a finals del segle xii, en època del prior Arnau Coll (1136-1196). Posteriorment va sofrir alguna petita modificació. El 1186, aquest prior fou acusat a Roma de malversació dels béns de la comunitat, fet que devia tenir com a rerafons les obres esmentades, ja que sembla que a partir d'aquell moment es continuaren amb molt menys luxe (campanars del frontis inacabats, capitells de la nau sense ornamentació).
Entre els anys 1982 i 1994 s'efectuaren diverses campanyes de restauració integral en el recinte i s'adequà l'espai com a sala d'exposicions.